# NGC 1633
NGC 1633 је спирална галаксија у сазвежђу Бик која се налази на NGC листи објеката дубоког неба.
Деклинација објекта је + 7° 20' 59" а ректасцензија 4h 40m 9,1s. Привидна величина (магнитуда) објекта NGC 1633 износи 13,6 а фотографска магнитуда 14,4. NGC 1633 је још познат и под ознакама UGC 3125, MCG 1-12-14, CGCG 419-23, KCPG 101A, PGC 15774.